# Rigsvej 3 (Laos)
 Der er for få eller ingen kildehenvisninger i denne artikel, hvilket er et problem. Du kan hjælpe ved at angive troværdige kilder til de påstande, som fremføres i artiklen.

Rigsvej 3 er en vej i Laos, fra grænsen mod Kina - til grænsen mod Thailand. Vejen er en del af Kunming–Bangkok Expressway.